# Saint-Ambroise-de-Kildare
Saint-Ambroise-de-Kildare est une municipalité de paroisse du Québec (Canada) de 3 948 habitants située dans la municipalité régionale de comté (MRC) de Joliette et la région administrative de Lanaudière. 

## Toponymie
Elle est nommée en l'honneur de l'évêque Ambroise de Milan et de la ville de Kildare en Irlande.

## Histoire

### Chronologie
- 1er juillet 1845 : Érection de la municipalité de Kildare à partir d'un territoire dépourvu d'organisation municipale.
- 1er septembre 1847 : Fusion de la municipalité de Kildare et d'autres municipalités pour l'érection du comté de Berthier.
- 1er juillet 1855 : Le comté de Berthier se divise en plusieurs entités municipalités dont la paroisse de Saint Ambroise de Kildare.
- 15 mars 1969 : La paroisse de Saint Ambroise de Kildare change de nom pour Saint-Ambroise-de-Kildare.
- 6 décembre 2014 : La paroisse de Saint-Ambroise-de-Kildare change son statut pour celui de municipalité.

## Géographie
La rivière L'Assomption délimite la pointe est de la municipalité du nord vers le sud.
La rivière Blanche traverse le nord-ouest de la municipalité du nord-ouest vers le sud-est.
La rivière Rouge traverse la limite sud-ouest de la municipalité du nord-ouest vers le sud-est. 
Le Grand Ruisseau traverse la municipalité du nord-est au sud-ouest.

## Démographie
| 1991  | 1996  | 2001  | 2006  | 2011  | 2016  | 2021  |
| ----- | ----- | ----- | ----- | ----- | ----- | ----- |
| 3 136 | 3 406 | 3 383 | 3 491 | 3 747 | 3 856 | 4 090 |

## Administration
Les élections municipales se font en bloc et suivant un découpage de six districts.
| Saint-Ambroise-de-Kildare Maires depuis 2001                                                                         |                     |         |          |
| Élection | Maire               | Qualité | Résultat |
| 2001 | François Desrochers |         | Voir     |
| 2005 | François Desrochers | Voir    |          |
| 2009 | François Desrochers | Voir    |          |
| 2013 | François Desrochers | Voir    |          |
| 2017 | François Desrochers | Voir    |          |
| 2021 | Michel Dupuis       |         | Voir     |
| Élection partielle en italique Depuis 2005, les élections sont simultanées dans toutes les municipalités québécoises |                     |         |          |

## Éducation
La Commission scolaire des Samares administre les écoles francophones :
- École Notre-Dame-de-la-Paix[4]

La Commission scolaire Sir Wilfrid Laurier administre les écoles anglophones:
- École primaire Joliette à Saint-Charles-Borromée[5]
- École secondaire Joliette à Joliette[6]

## Manifestations
- Exposition de voitures Kildare Deluxe[7], chaque année.